# Tomaryny
Tomaryny (dawniej niem. Thomareinen) – wieś w Polsce na Mazurach położona w województwie warmińsko-mazurskim, w powiecie olsztyńskim, w gminie Gietrzwałd. W latach 1975–1998 miejscowość administracyjnie należała do województwa olsztyńskiego.
Wieś położona nad rzeką Pasłęką. W miejscowości działa gospodarstwo agroturystyczne. Dawniej w Tomarynach był młyn wodny.

## Historia
Wieś pruska, lokowana w 1352 r. na 15 włókach, z obowiązkiem służby zbrojnej, konno. Nazwa miejscowości wywodzi się od pruskiego imienia Tungemyr. W 1382 r. trzech Prusów (bracia Waysete, Pomene, Wigel) otrzymało jedno z wolnych dóbr rycerskich o powierzchni 4. włók. W dokumentach z 1450 roku odnotowano, że we wsi mieszkał pszczelarz. W 1515 r. na przegląd wojska z Tomaryn przybyło sześciu mężczyzn. W 1539 r. we wsi mieszkało ośmiu wolnych pruskich (Jacob, Georg, Stenzel, Mathes, drugi Jacob, Stibor, Greger, Martzin). W 1539 r. przed sądem stanął wolny chłop z Tomaryn, niejaki Morass. Po śmierci swojej żony przyjął pod dach zamężną kobietę z Elbląga o imieniu Dorothea. Ponieważ zaszła z nim w ciążę a była zamężna, Morass musiał zapłacić karę pieniężną. W dokumentach z 1599 roku zachowały się nazwiska wolnych z Tomaryn: Thomas Specht, Greger Lehmann, Behrend Bihn, Georg Morassky, Hans, Greger.
W 1639 r. Tomaryny miały 18 włók ziemi. W tym czasie ludność z Tomaryn utrzymywała się także z rybołówstwa. W drugiej połowie XVII w. w Tomarynach mieszkał kowal i szewc. W dokumentach Tomatyny były nazywane  "wolna wieś pańszczyźniana. W 1699 r. wystawiono odnowiony dokument lokacyjny (pierwotny dokument był nieczytelny) na 18 włók (zamiast 15 z pierwszej lokacji). W 1714 r. Tomaryny były wsią folwarczną.
Młynarzówkę i młyn, zbudowano w XIX wieku. Zrujnowane zabudowania gruntownie zostały odrestaurowane w latach 1998–1999. Obecnie mieści się tu gospodarstwo agruturystyczne.
W latach 1897–1902 w pobliżu Tomaryn wzniesiono zespół bunkrów zabezpieczenia kolejowego, broniących przeprawy na rzece Pasłęce.

## Zabytki

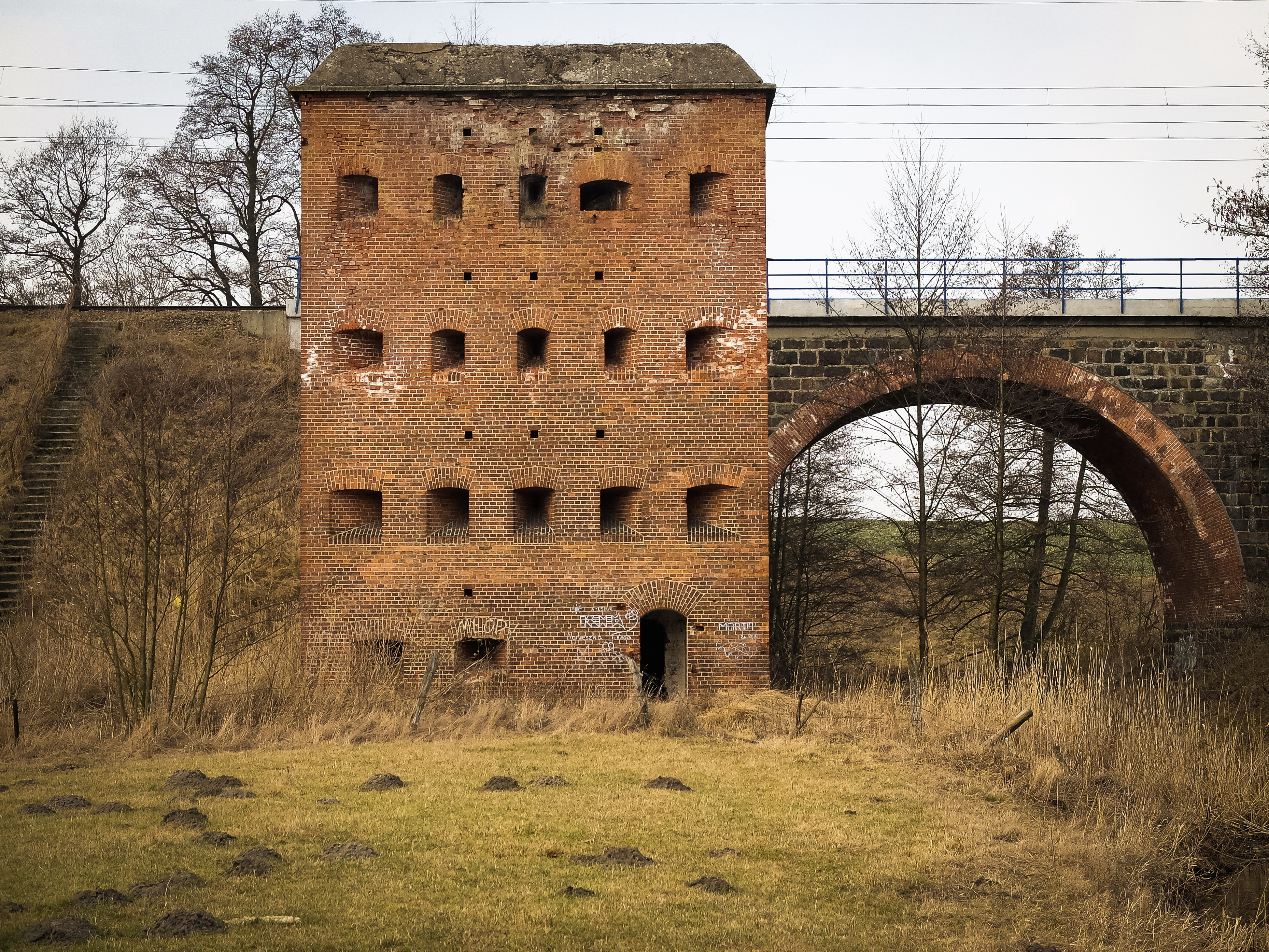
Tomaryny, jedna z dwóch wież obronnych (Blokhauz/MG-Turm) mostu kolejowego na Pasłęce w 2015 roku

- Bunkry z przełomu XIX i XX, zlokalizowane przy moście kolejowym na rzece Pasłęce. Jest to jeden z dwóch takich obiektów na Warmii i Mazurach (podobny bunkier znajduje się w Samborowie). Do 1997 każda z dwóch czterokondygnacyjnych wież była zwieńczona kopułami pancernymi (wieżyczki Grusona). Kopuły zostały nielegalnie zdemontowane i wywiezione do muzeum w Dreźnie. Dwie wieże, stojące nad brzegiem rzeki po obu stronach mostu kolejowego, połączone są poterną (tunelem). Wieże przeznaczone były dla dwóch plutonów piechoty i uzbrojone były w trzy ciężkie karabiny maszynowe i armatę szybkostrzelną.